# U–542
Az U–542 tengeralattjárót a német haditengerészet rendelte a hamburgi Deutsche Werft AG-től 1941. június 5-én. A hajót 1943. április 7-én állították szolgálatba. Egy harci küldetése volt, ellenséges hajót nem süllyesztett el.

## Pályafutása
Az U–542 egyetlen járőrútjára 1943. október 21-én futott ki Kielből, kapitánya Christian-Brandt Coester volt. November 28-án az Atlanti-óceán északi részén, északkeletre az Azori-szigetektől a Brit Királyi Légierő Vickers Wellington harci gépe mélységi bombákkal megsemmisítette. A teljes legénység, 56 ember odaveszett.

## Kapitány
| Név                      | Kezdőnap         | Zárónap            |
| ------------------------ | ---------------- | ------------------ |
| Christian-Brandt Coester | 1943. április 7. | 1943. november 28. |

## Őrjárat
| Indulás | Indulónap         | Érkezés | Zárónap            |
| ------- | ----------------- | ------- | ------------------ |
| Kiel    | 1943. november 4. | *       | 1943. november 28. |

* A hajó nem jutott el célállomására, elsüllyesztették